# GlobalMalt
GlobalMalt ist eine der führenden Mälzereigruppen in Deutschland und in Polen. In je einem Werk in Hamburg und in Bydgoszcz produziert GlobalMalt rund 200.000 Tonnen Braumalz pro Jahr. Fast die Hälfte der Produktion wird an Brauereien in mehr als 40 Ländern der Erde exportiert. Die Kundengröße erstreckt sich von Gasthausbrauereien bis hin zu den großen internationalen Brauereigruppen. Hauptprodukt ist helles Pilsner Malz (Lager Malz) aus 2- und 6-zeiliger Braugerste. GlobalMalt kann aber auch dunklere Wiener und Münchner Malze sowie Weizenmalz, Stout Malz und die verschiedensten Spezialmalze liefern.

## Geschichte
GlobalMalt entstand 1922, als der Unternehmer Richard Eissenbeiss die frühere Tivoli-Brauerei in Hamburg-Eidelstedt erwarb und bei der Tivoli Werke AG mit der Malzproduktion begann. Im Laufe der Jahre wurden Beteiligungen an mehreren Brauereien erworben, die dann mit Malz beliefert wurden. Mit dem Wachstum der Brauereien konnte die Malzproduktion kontinuierlich gesteigert werden. Nach dem Verkauf der Brauereibeteiligungen ist die Tivoli Malz GmbH eine unabhängige Handelsmälzerei.
2000 wurde mit dem Partner Schill Malz GmbH & Co KG die Gründung der GlobalMalt GmbH & Co KG und die Gründung einer Tochterfirma in Polen beschlossen. 2001 beteiligte sich die neugegründete GlobalMalt Polska Sp. z o.o. an einer Mälzerei in Bydgoszcz/Polen. In den Folgejahren wurde die Mälzerei modernisiert und ausgebaut. Nach dem Neubau einer Zweihordendarre 2009/2010 beträgt die jährliche Mälzungskapazität bei GlobalMalt Polska 85.000 Tonnen.
2011 übernahm die Tivoli Malz GmbH von den deutschen Mitgesellschaftern deren Anteile an der GlobalMalt GmbH & Co KG und an der GlobalMalt Polska Sp. z o. o. Nachdem 2014 auch die Minderheitsbeteiligung des polnischen Gesellschafters an der GlobalMalt Polska Sp. z o. o. erworben werden konnte, ist die Tivoli Malz GmbH alleiniger Gesellschafter der beiden Gesellschaften.
Am 17. Februar 2016 kaufte die Anglia Maltings (Holdings) Ltd. die Tivoli Malz GmbH und damit die GlobalMalt-Gruppe. Seitdem ist GlobalMalt Teil der in Großbritannien ansässigen Crisp Malting Group mit einer Gesamtkapazität > 400.000 Tonnen Malz (Brau- und Whiskeymalz) pro Jahr.